# Lacini

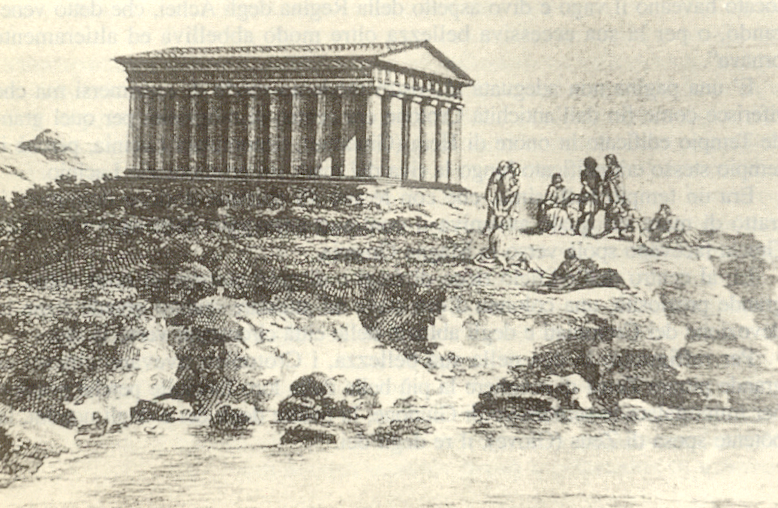
Temple d'Hera Lacinia al cap de Lacinium. Gravat francès del segle XVIII

Lacini (en grec antic Λακίνιος), segons la mitologia grega, va ser l'heroi epònim del cap de Lacinium, al territori de la colònia grega de Crotona, al sud d'Itàlia.
Era el rei del país, i procedia de Corcira. Havia acollit Crotó quan aquest heroi anava errant durant el seu exili. A l'arribar Hèracles amb els ramats de Gerió, Lacini va intentar robar-li alguns bous, però l'heroi el matà i matà de manera accidental a Crotó. Després de la mort de Lacini, l'heroi fundà un temple dedicat a Hera, el temple d'Hera Lacínia, al promontori homònim. De vegades es diu que el santuari va ser edificat pel mateix Lacini per insultar Hèracles honorant la deessa enemiga seva.
Hèracles va erigir un altre temple a Crotó en el lloc on després es fundaria la ciutat de Crotona.